# Ciputat (Ciputat)
Ciputat is een bestuurslaag in het regentschap Tangerang Selatan van de provincie Banten, Indonesië. Ciputat telt 21.972 inwoners (volkstelling 2010).